# Евангелос Филипидис
Евангелос Филипидис или Вангел Филипов (на гръцки: Ευάγγελος Φιλιππίδης) е гръцки политик от XX век.

## Биография
Роден е в гъркоманско семейство в Лерин, Османската империя. Занимава се с търговия и е активист на монархическата Народна партия. В 1915 година е избран за депутат от Народната партия. В 1920 година е избран отново.
Къщата му в Лерин е архитектурна забележителност.